# Mistrovství Evropy cestovních automobilů
Mistrovství Evropy cestovních automobilů byl mezinárodní seriál vytrvalostních závodů cestovních vozů pořádaný FIA. V podstatě měl tři etapy vývoje. První v letech 1963 až 1969, kdy se jezdil jako Evropský pohár cestovních vozů. Druhá etapa se konala v letech 1970 až 1988, kdy se tento seriál jezdil jako Mistrovství Evropy cestovních vozů. Nejkratším obdobím (2000–2004) závodů byl seriál "Super Turismo", konané v roce 2000 jako Evropský pohár Super Turismo, v roce 2001 jako Mistrovství Evropy Super Turismo a v posledních třech letech (2002–2004) opět jako Mistrovství Evropy cestovních vozů. V roce 2005 byl nahrazen Mistrovstvím světa cestovních vozů a Evropským pohárem cestovních vozů v letech 2005 až 2017, který v roce 2017 zanikl.

## Evropský pohár cestovních vozů
European Touring Car Challenge (1963–1969), jak byl původně seriál nazván, vytvořil Willy Stenger v roce 1963 na zadání Mezinárodní automobilové federace (FIA). Vozy soutěžily podle předpisů FIA pro skupinu 2 (Group 2). Upravené předpisy pro cestovní vozy umožňovaly, aby spolu závodily různé cestovní vozy různých velikostí a zdvihových objemů motorů, od malých Fiat 600 a Mini po velký Jaguar Mark II a Mercedes-Benz 300 SE. Vozy byly rozděleny do divizí podle zdvihového objemu. V roce 1963 se závody konaly na okruzích (Nürburgring, Brands Hatch, Mallory Park, Zolder, Zandvoort a na městském okruhu v Lidovém parku (Népliget) v Budapešti i v závodech do vrchu (Mont Ventoux, Timmelsjoch). První ročník vyhrál Němec Peter Nöcker na voze Jaguar Mk II 3.8. Postupně "mizely" závody do vrchu a přibývaly další okruhy. V období 1968-69 byla pravidla upravena tak, aby umožnila účast vozům skupiny 5, nicméně tyto vysoce upravené speciální cestovní vozy startovaly v tomto seriálu pouze 2 roky.
Rok 1968 je významný i tím, že jeden ze závodu se jel poprvé 18. srpna 1968 i na Masarykově okruhu v Brně jako Mezinárodní čtyřhodinový závod cestovních automobilů (Grand Prix Brno). Zde zvítězili Němci Helmut Kelleners a Erwin Kremer na Porsche 911 L před Dieterem Questerem a Hubertem Hahnem na BMW 2002. Na 25.-29. místě skočili na vozech Škoda 1000 MB Václav Bobek jun., Oldřich Brunclík, John Haugland a Milan Žid. V divizi 1 a třídě do 1000 ccm obsadil Bobek 3. místo. O rok později (1969), kdy se jel "pohár" v této podobě naposledy, obsadil Václav Bobek na Škodě 1000 MB v celkovém pořadí seriálu dělené 5. místo (divize 1), když v brněnském závodě ve své divizi bezpečně zvítězil (celkově 13. místo) a značka Škoda v pohárů výrobců v divizi 1 obsadila 4. místo. V Brně dosáhli Jiří Rosický a Dušan Velimský startující za Zetor Racing Team (oba Alfa Romeo 1300 GTA Junior) skvělého úspěchu, když v celkovém pořadí obsadili 6 a 7. místo. V tomto ročníku poprvé v Brně startoval pozdější pravidelný účastník závodů v Brně dr. Helmut Marko na voze Chevrolet Camaro.
| Ročník | Jezdci | Výrobci                                          |
| ------ | --- | ------------------------------------------------ |
| 1963   | Peter Nöcker (Jaguar Mk II) |                                                  |
| 1964   | Warwick Banks (BMC Mini Cooper S) |                                                  |
| 1965   | Div.3 Jacky Ickx (Ford Mustang) Div.2 John Whitmore (Ford Lotus Cortina) Div.1 Ed Swart (Fiat-Abarth 1000 TC)                         | Div.3 Ford Div.2 Ford Div.1 Fiat-Abarth          |
| 1966   | Div.3 Hubert Hahne (BMW 2000 TI) Div.2 Andrea de Adamich (Alfa Romeo 1600 GTA) Div.1 Giancarlo Baghetti (Fiat-Abarth 1000 TC)         | Div.3 BMW Div.2 Alfa Romeo Div.1 Fiat-Abarth     |
| 1967   | Div.3 Karl von Wendt (Porsche 911) Div.2 Andrea de Adamich (Alfa Romeo 1600 GTA) Div.1 Willi Kauhsen (Fiat-Abarth 1000 TC)            | Div.3 Porsche Div.2 Alfa Romeo Div.1 Fiat-Abarth |
| 1968   | Div.3 Dieter Quester (BMW 2002) Div.2 John Rhodes (Morris Mini Cooper S, 1293 ccm) Div.1 John Handley (Morris Mini Cooper S, 999 ccm) | Div.3 BMW Div.2 BMC Div.1 BMC                    |
| 1969   | Div.3 Dieter Quester (BMW 2002) Div.2 Spartaco Dini (Alfa Romeo 1600 GTA) Div.1 Marsilio "PAM" Pasotti (Fiat Abarth 1000 TC)          | Div.3 BMW Div.2 Alfa Romeo Div.1 Abarth          |

## Mistrovství Evropy cestovních vozů (ETCC)

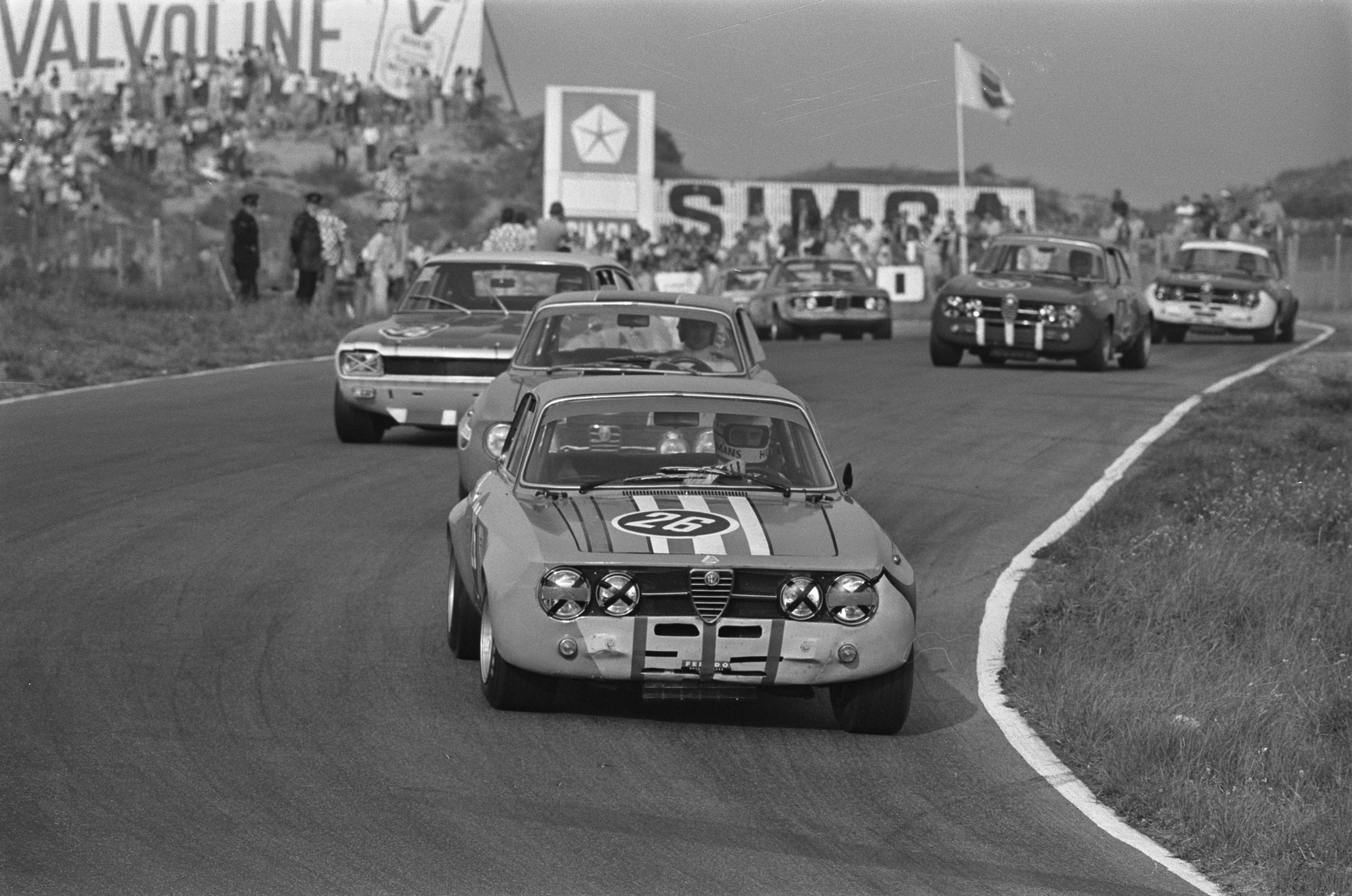
Závod ME na Zandvoortu (1970), v čele Toine Hezemans na voze Alfa Romeo 2000 GTAm

### 1970-1975
V roce 1970 začala platit nová pravidla FIA a seriál závodů se stal oficiálním Mistrovstvím Evropy cestovních automobilů. Nově tak byla upravena pravidla pro skupinu 2, která vlastně sloučila stará pravidla skupiny 2 a 5. Přesto se muselo vyrobit 1000 vozů, ale ty se daly celkem libovolně upravovat. Přeplňování nebylo povoleno s výjimkou případů, kdy takto byl vybaven základní model vozu. Na začátku bylo mistrovství rozděleno do 3 divizí: 0-1000 ccm, 1001–1600 ccm a nad 1600 ccm. V roce 1971 se věci změnily a divize byly nyní 0-1300 ccm, 1301–2000 ccm a nad 2000 ccm. V roce 1972 byl zaveden maximální objem motoru 5000 ccm, což vylučovalo účast vozů typu Mercedes 300 SEL 6.3. Později byl tento zákaz zrušen. Nakonec byla nejmenší divize vyřazena v roce 1973, pod silným tlakem BMW a Fordu, aby ukončila šance Alfy Romeo odejít s mistrovským titulem, zatímco mezi Fordem a BMW zuřila válka o celkové vítězství.
Prvním Mistrem Evropy se stal Holanďan Toine Hezemans na Alfa Romeo 2000 GTAm před Němcem Johannem Abtem (Fiat Abarth 1000 TCR). Václav Bobek jun. na Škoda 100 L obsadil v seriálu slušné 11. místo a značka Škoda mezi výrobci 7. místo. Bobek startoval pouze ve 4 závodech z celkových 9, ze kterých se seriál v roce 1970 skládal. Součástí brněnského závodu byl i vložený závod formule 3, kde 2. místo obsadil Niki Lauda.
Brněnský závod byl součástí Mistrovství Evropy v letech 1970–1972 a 1975. Přestávka byla způsobena přestavbou trati a jejích zkrácením z 13,94 km na 10,91 km. Po ropné krizi v roce 1973 se do dalších dvou sezón přihlásilo jen málo účastníků, do cíle pak dojíždělo jen kolem 10 vozů. Na zrekonstruovaném Masarykově okruhu v Brně 18. května 1975 při čtyřhodinovém závodu Milan Žid s Oldřichem Horsákem na voze Š 130 RS (vůz 1. homologace) skončili v divizi 2 na 3. místě a celkově na 4. místě. Druhá posádka Oldřich Brunclík/Jiří Šedivý skončila celkově na 5. místě.

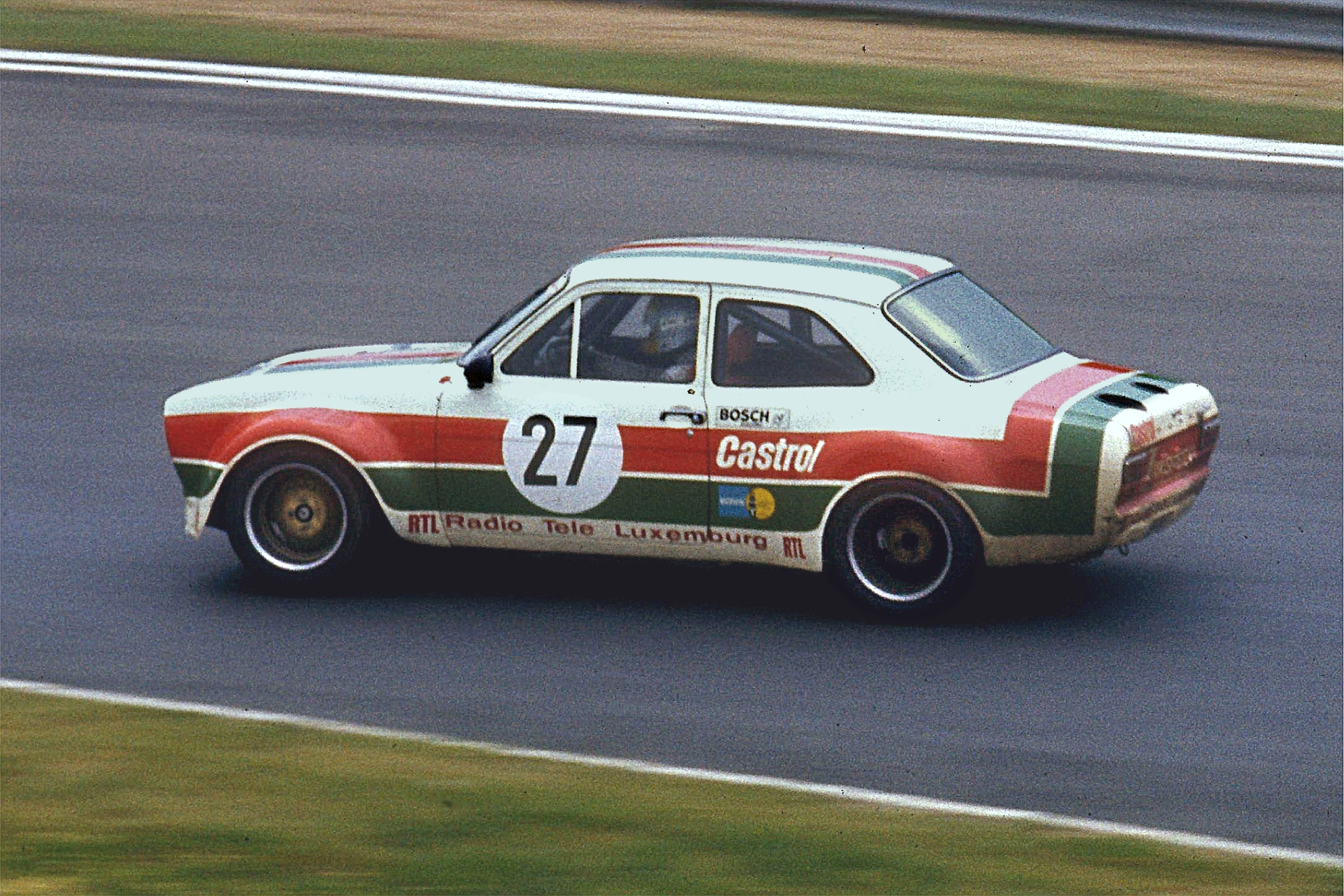
Hans Heyer, Ford Escort RS 1600, Nürburgring 1974

V roce 1973 a 1975 zvítězil v Mistrovství Evropy vůz BMW 3.0 CSL řízený Toine Hezemansem resp. Siegfriedem Müllerem s Alainem Peltierem. Takto odstartovali dlouhou řadu úspěchů v následujících letech, kdy se jezdci na voze BMW 3.0 CSL stali čtyřikrát mistry Evropy (1976–1979).
| Ročník | Jezdci                                                          | Výrobci                |
| ------ | --------------------------------------------------------------- | ---------------------- |
| 1970   | Toine Hezemans (Alfa Romeo 2000 GTAm)                           | BMW                    |
| 1971   | Dieter Glemser (Ford Capri RS 2600)                             | Alfa Romeo             |
| 1972   | Jochen Mass (Ford Capri RS2600)                                 | Alfa Romeo             |
| 1973   | Toine Hezemans (BMW 3.0 CSL)                                    | BMW                    |
| 1974   | Hans Heyer (Ford Escort RS 1600)                                | Ford                   |
| 1975   | Siegfried Müller Sen. (BMW 3.0 CSL) Alain Peltier (BMW 3.0 CSL) | Div.2: BMW Div.1: Ford |

### 1976-1981

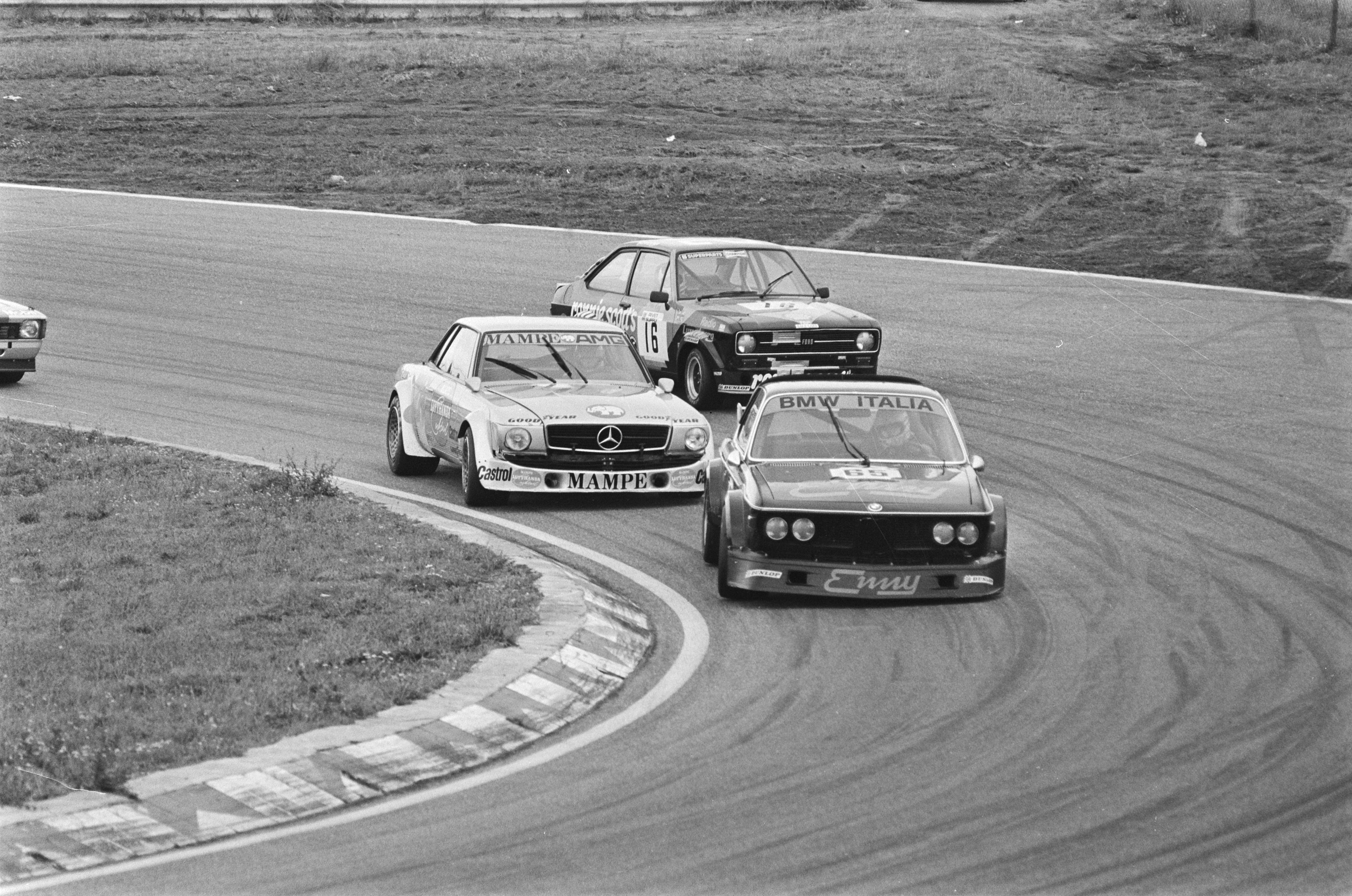
Umberto Grano/Toine Hezemans na voze BMW 3.0 CSL ze stáje Luigi/BMW Italia (Zandvoort Trophy 4 h, 1978)

V roce 1976 FIA opět změnila technické předpisy, které pak platily do roku 1981. Omezila možnosti úprav a použití speciálních dílů u vozů skupiny 2. Teprve v roce 1977 se situace z hlediska účasti normalizovala návratem továrních týmů. Pravidla umožnila, aby spolu soutěžily vozy skupiny 2 a 1B „National“, přičemž BMW 3.0 Coupé CSL a Ford Capri RS zůstaly nejkonkurenceschopnějšími automobily. Divize byly zpočátku 0-1300 ccm (div. 1), 1301–2000 ccm (div. 2), 2001-3000 (div. 3) a nad 3000 ccm (div. 4). Od roku 1977 byla přidána divize 1600 ccm. Mistrovství se od roku 1980 hodnotilo podle pořadí v jednotlivých čtyř divizí a tyto body se započítávaly do celkového pořadí značek. Tím velmi získaly „malolitrážní“ značky jako Škoda, FIAT, Audi atd.

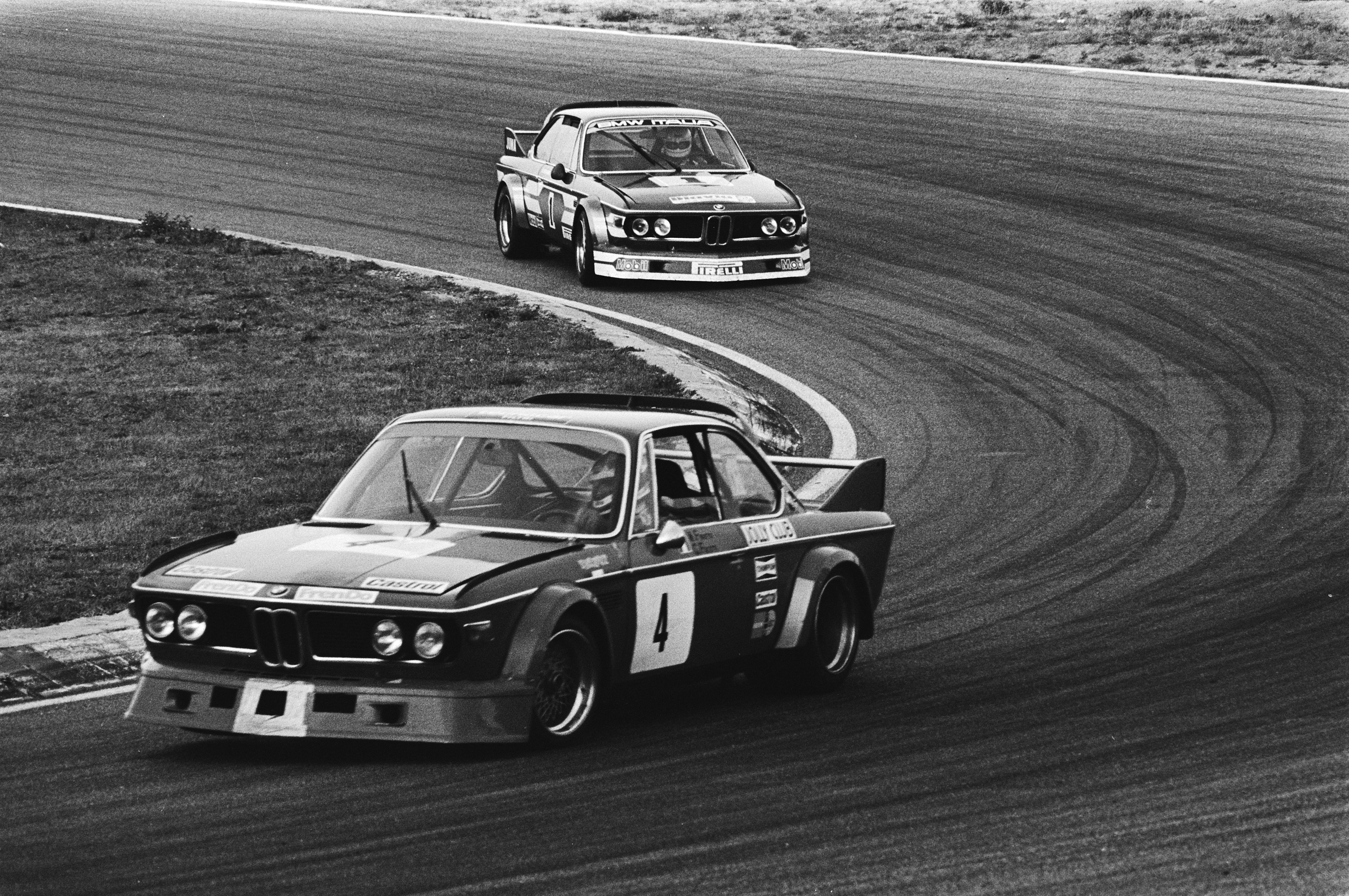
Martino Finotto/Carlo Facetti (BMW 3.0 CSL, No. 4) před posádkou Umberto Grano/Eddy Joosen (BMW 3.0 CSL, No. 1) obsadili v tomto pořadí prvá dvě místa (Zandvoort Trophy 4 h, 1979)

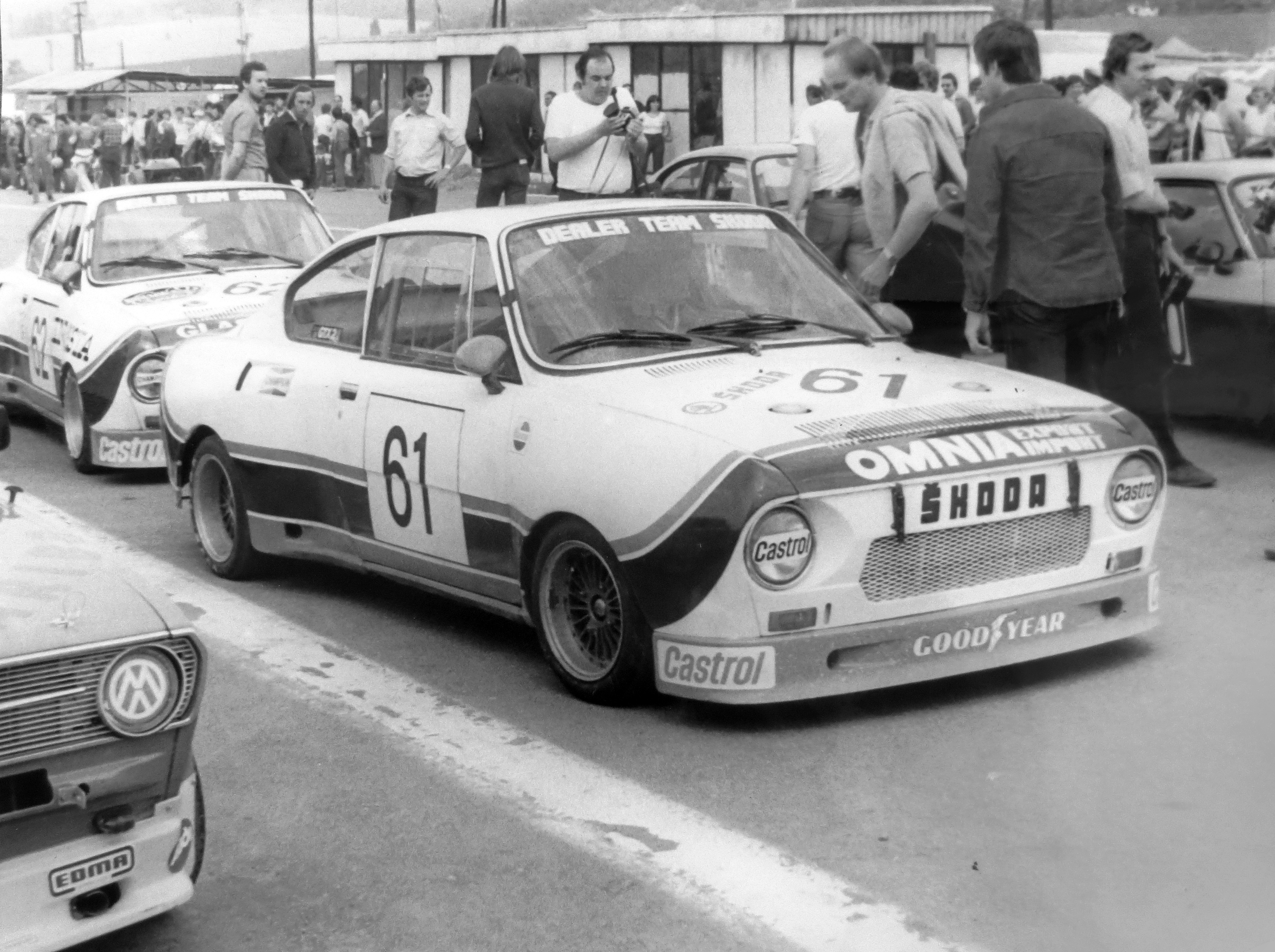
Škoda 130 RS, st. č. 61 a 62 (Vojtěch-Enge-Šenkýř), Brno 1980

Podle nových pravidel v seriálu (1976) zvítězili Belgičané Jean Xhenceval a Pierre Dieudonné, kteří "sedlali" v týmu Luigi Racing vůz BMW 3.0 CSL. V několika závodech je doplňoval Ital Umberto Grano. Ve značkách zvítězily automobilky Alfa Romeo (div. 1 a 2), Opel (div. 3) a BMW (div. 4). V roce 1977 se Mistrem Evropy stal Dieter Quester na BMW 3.0 CSL (tým BMW-Alpina), který vyhrál 5 z 11 závodů. V těchto letech byl brněnský závod Grand Prix Brno nejpopulárnějším z celého seriálu. Běžně jej navštěvovalo 100-156 tisíc diváků. Na druhý nejnavštěvovanější Nürburgring přišlo max. 50 000 diváků.
V roce 1978 zvítězil v ME Ital Umberto Grano ze stáje Luigi/BMW Italia na voze BMW 3.0 CSL a ve značkách BMW (div. 5). Přitom BMW obsadilo ve značkách i 3. místo (div. 3) a 5. místo (div. 4). Od roku 1978 se ME zúčastňovala i posádka Zdeněk Vojtěch/Břetislav Enge se „soukromým“ automobilem Škoda 130 RS v týmu Bohemia Crystal/AMK Svazarm Liberec. Poprvé dojeli do cíle na Salzburgringu v dubnu 1978 na 9. místě v celkovém pořadí. Nedokončili v Zeltwegu, na Nürburgringu, v Silverstonu. Zato v závodě v Brně skončili celkově na 20. místě a ve třídě do 1300 cm3 byli na 5. místě, když se po startu sice ujali vedení v divizi, ale pro poruchu a opravu startéru se pořadím propadli.  Na Zandvoortu byli celkově na 10. místě a druzí ve třídě.
V roce 1979 zvítězila italská posádka Martino Finotto/Carlo Facetti ze stáje Jolly Club Milano na voze BMW 3.0 CSL a ve značkách BMW (div. 5). Závodní sezona 1979 byla zahájena čtyřhodinovkou na Monze, kde Vojtěch s Engem nedojeli do cíle. Stejně neúspěšná byla Vallelunga. Zadařilo se až na 500 km v Brands Hatch, kde skončili na 9. místě a druzí ve třídě. V rakouském Zeltwegu obsadili výborné 7. místo celkově a zvítězili ve třídě. Nedojeli v Brně, když byl Vojtěch průběžně 15. a vedl divizi 1 až do 16. kola. Pak ale nedobrovolně opustil dráhu, zklamán technikou. Ani v dalších závodech se nedařilo: na Nürburgringu, v Zandvoortu a na Salzburgringu nedojeli do cíle. V předposledním závodě sezony v Silverstonu vyhráli třídu do 1300 cm3. V posledním závodu sezony v belgickém Zolderu nedojeli.
Po změně kritérií v roce 1980 pro hodnocení značek "vyrostly" malolitrážní automobily Audi (div. 2) a Škoda (div. 1), které v seriálu ME obsadily prvá dvě místa spolu s BMW (3. místo, div. 3). Mezi jezdci zvítězila německá posádka Helmut Kelleners/Siegfried Müller jun. ze stále Eggenberger Motorsport na BMW 320. Na úspěchu značky Škoda se rozhodující měrou podílela posádka Vojtěch–Enge. Na Monze dojeli 4. ve třídě, ve Vallelunze 6. celkově a zvítězili ve třídě, v Brand Hatch 10. celkově a 1. ve třídě. Na Salzburgringu jel Vojtěch ve dvou vozech, s Janem Šenkýřem skončili 10. celkově a zvítězili ve třídě, s Břetislavem Engem dojeli 12. a ve třídě na 2. místě. V Brně posádka Vojtěch–Enge–Šenkýř (st. č. 61, AZNP Mladá Boleslav) vyhrála třídu a celkově obsadila 11. místo. Druhý nasazený vůz (st. č. 62) téže sestavy sice do 33. kola vedl divizi 1, ale pak ve Farinově zatáčce najel Vojtěch na olejovou skvrnu a havaroval. Nejlepšího umístění roku bylo dosaženo v závodě 500 km v Perguse, kdy Vojtěch–Enge–Šenkýř obsadili 5. místo absolutně a 1. ve třídě. Na Nürburgringu dojeli do cíle, ale až na 5. místě ve třídě, což byl nejhorší výsledek z dokončených závodů v této sezoně. V Silverstonu opět Vojtěch–Enge vyhráli třídu a celkově dojeli na 14. místě. Ve finálovém závodě 1980 trojice Vojtěch–Enge–Šenkýř v belgickém Zolderu obsadila 9. místo celkově a 1. ve třídě.
Největšího úspěchu dosáhl v tomto mistrovství v roce 1981, kdy společně s Břetislavem Engem a Janem Šenkýřem popř. s Václavem Bervidem získali s vozy Škoda 130 RS pro mladoboleslavskou Škodu titul mistrů Evropy cestovních vozů v klasifikaci značek. Na 2. místě se stejným počtem bodů (140) skončila mnichovská automobilka BMW a dále Ford, Audi, Mazda, Opel, VW a Chevrolet. Ve všech 8 závodech sezony, ze kterých se seriál skládal, Škoda zvítězila ve své třídě 7× s výjimkou posledního Zolderu (3. místo, tento výsledek se ale škrtal). Vojtěch a Enge byli hlavním strůjcem úspěchu značky Škoda. V některých závodech (zpravidla nasazovali 2 vozy) byli doplněni Václavem Bervidem (Monza, Vallelunga, Donington, Salzburgring, Brno, Silverstone) a Janem Šenkýřem (Monza, Vallelunga, Donington, Brno, Pergusa, Silverstone). Nejlepšího výsledku v absolutním pořadí dosáhla posádka Vojtěch–Enge–Šenkýř na 500 km ve Vallelunze, kde absolutně skončili na 2. místě, když šest vozů z top-10 bylo italskými komisary diskvalifikováno (většinou kvůli špatné montáži předních zavěšení kol). V „neredukovaném“ pořadí by obsadili 7. místo. V Brně jako obvykle v tomto ročníku ME jeli Vojtěch s Engem na dvou vozech. Posádka Vojtěch–Enge–Bervid zvítězila v I. divizi a celkově obsadila 10. místo (st. č. 62). Druhý vůz posádky Vojtěch–Enge–Šenkýř skončil v I. divizi 3. a celkově na 14. místě. Na tomto voze (st. č. 61) došlo ke kuriózní situaci. Vůz bezpečně vedl I. divizi, když Vojtěch během jízdy zpozoroval, že se mu začalo kouřit z otáčkoměru. V plné rychlosti si sundal rukavice a snažil se otáčkoměr odpojit. Když se mu to nepodařilo, přistoupil k radikálnímu řešení. Rozbil jej pěstí a tak jej vyřadil z provozu. Podstatnou část závodu odjela posádka bez možnosti sledovat otáčky, což se projevilo v závěru, kdy namáhanému motoru praskla ojnice, přesto dokončili závod na 3. místě v I. divizi se ztrátou 2 kol na vítězný vůz Vojtěch–Enge–Bervid. Posádka Vojtěch-Enge (případně doplněná Šenkýřem nebo Bervidem) z 8 závodů tohoto ročníku zvítězila v I. divizi celkem v šesti (Monza, Vallelunga, Donington, Brno, Pergusa a Silverstone). Pouze v Salcburku je vystřídala na 1. místě v I. divizi posádka Josef Michl (od roku 1991 jednatel MICHL - MOTORSPORT, spol. s r. o.) – Oldřich Vaníček (od roku 1993 předseda představenstva ÚAMK). V celkovém pořadí sezony 1981 obsadili Zdeněk Vojtěch a Břetislav Enge dělené 15. místo se ziskem 27 bodů.
| Ročník | Jezdci                                                      | Výrobci                                                                     |
| ------ | ----------------------------------------------------------- | --------------------------------------------------------------------------- |
| 1976   | Jean Xhenceval (BMW 3.0 CSL) Pierre Dieudonné (BMW 3.0 CSL) | Div.4: BMW Div.3: Opel Div.2: Alfa Romeo Div.1: Alfa Romeo                  |
| 1977   | Dieter Quester (BMW 3.0 CSL)                                | Div.5: BMW Div.4: BMW Div.3: Alfa Romeo Div.2: Volkswagen Div.1: Alfa Romeo |
| 1978   | Umberto Grano (BMW 3.0 CSL)                                 | BMW                                                                         |
| 1979   | Martino Finotto (BMW 3.0 CSL) Carlo Facetti (BMW 3.0 CSL)   | BMW                                                                         |
| 1980   | Helmut Kelleners (BMW 320) Siegfried Müller Jr. (BMW 320)   | Audi                                                                        |
| 1981   | Umberto Grano (BMW 635CSi) Helmut Kelleners (BMW 635CSi)    | Škoda                                                                       |

### 1982–1988

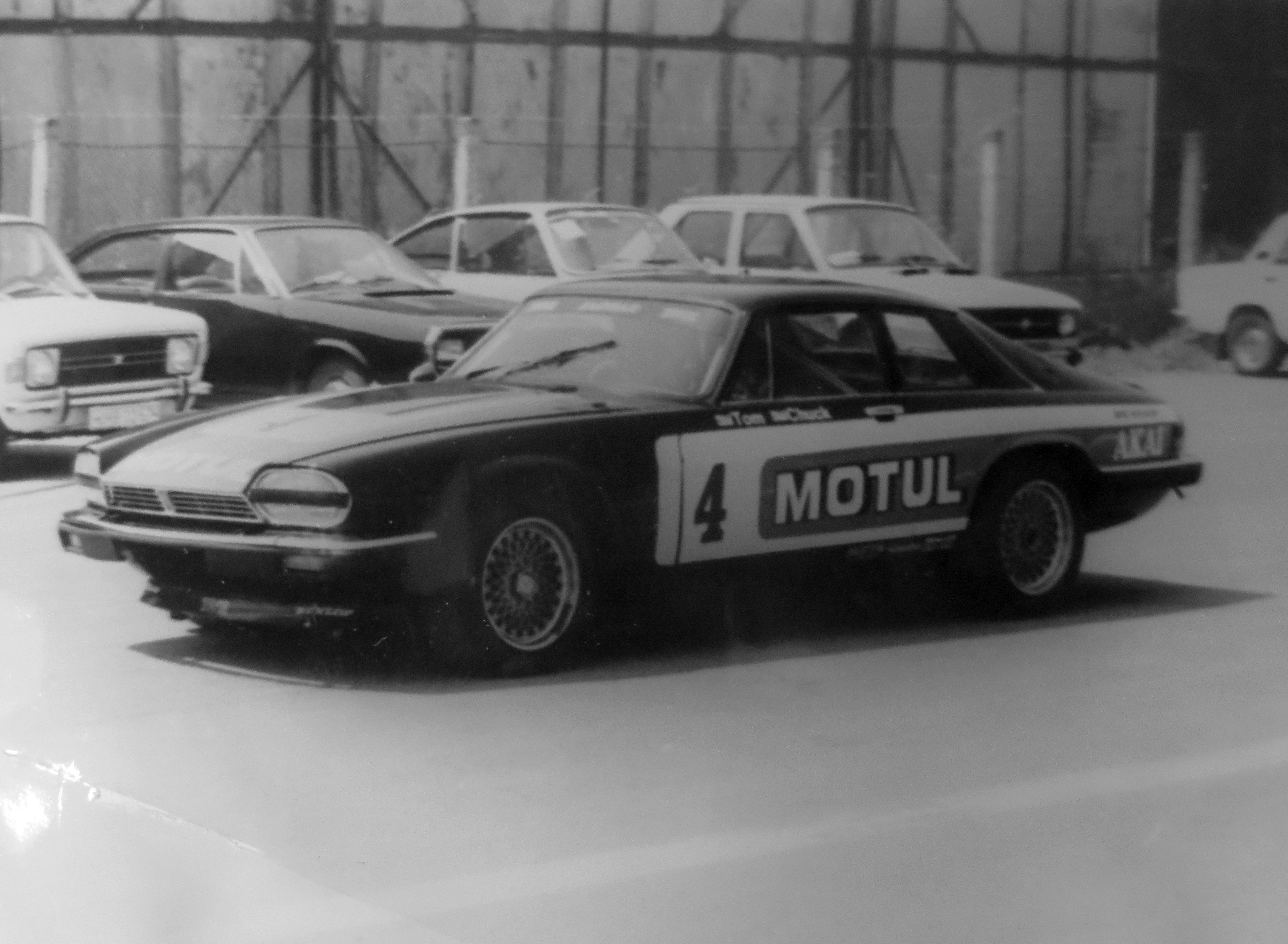
Tom Walkinshaw-Chuck Nicholson, Jaguar XJ-S, vítěz Grand Prix Brno 1982

V roce 1982 FIA nahradila Skupiny 1 a 2 Skupinou N a Skupinou A. První z nich byla ignorována hlavně účastníky ETCC, protože propozice povolovaly minimální množství úprav. Vozy skupiny N se uplatnily jen v soutěžích typu rallye. Pro závody na okruzích byly cestovní vozy upravovány dle pravidel pro skupinu A. Ročně se muselo vyrobit 5000 vozů (oproti 1000 u skupiny 2). Úpravy na vozech odrážely bývalou skupinu 1B, ale jiné brzdy a převodovky mohly být použity, pokud byly homologovány výrobcem pro základní model (bez minimálního počtu). Úpravy motoru byly omezené (výfukové potrubí standardní, písty a vačkové hřídele volné, ale velikost ventilů a zdvih byly omezeny). Zavěšení bylo možné upravit, ale nebylo možné změnit montážní body.
BMW (5x ME v jednotlivcích 1982-3, 1986-8) a Alfa Romeo (4x ME ve značkách 1982–1985) připravovaly pro šampionát běžné cestovní vozy, ale pravým speciálem byl Jaguar XJS ze stáje Tom Walkinshaw Racing (TWR). Tom Walkinshaw (ME 1984) připravil později i další vůz: Rover 3500 Vitesse. Oba vozy TWR úspěšně bodovaly proti BMW 635 CSi, přeplňovanému Volvu 240 Turbo a Fordu Sierra Cosworth, stejně jako (od roku 1986) proti australskému Holdenu a jeho V8 Commodore. 

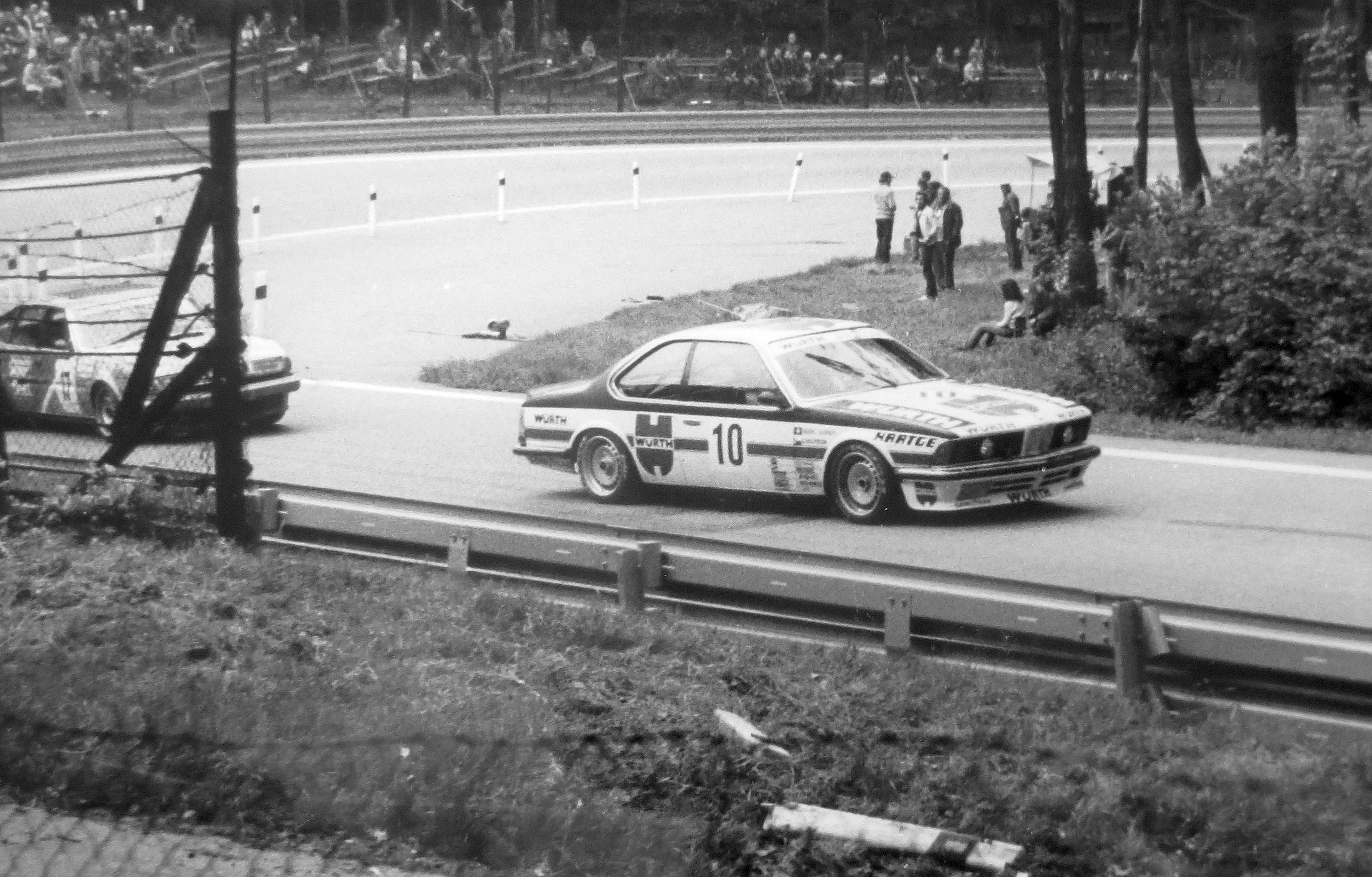
Vojtěch - Surer, BMW 635, průjezd Farinovou zatáčkou (Brno 1984)

Prvním Mistrem Evropy podle nových pravidel se v roce 1982 stal Ital Umberto Grano (BMW 528i), který tak zopakoval vítězství z roku 1981 (BMW 635 CSI). Zdeněk Vojtěch 27. června 1982 vyhrál závod evropského šampionátu na Salzburgringu s Rakušanem Jo Gartnerem, který to dotáhl v roce 1984 až do formule 1, ale zahynul v roce 1986 na závodě 24 hodin Le Mans (Enge kvůli popáleninám z Brna nemohl startovat). Vojtěch vyhrál závod ME jako první a také poslední český jezdec v celé historii tohoto mistrovství ETCC. Vojtěch v Rakousku odjel naprostou většinu závodu, Gartner, tehdy největší talent své země, už jen dokroužil do cíle. V nejpopulárnějším závodě cestovních vozů – při 24hodinovce v belgickém Spa – pak trio Vojtěch–Enge–Bychl jezdilo ještě po devíti hodinách jako druhé a budilo v tiskovém středisku ohromnou senzaci. Jenže pak jim u vozu ze stáje Eggenberger/BMW Italia upadlo kolo a bylo po šanci na skvělé umístění. Přesto však – navzdory dlouhé opravě – tato trojice ještě dokázala vyválčit 10. místo absolutně. Skvělý výsledek zaznamenali Vojtěch s Engem (startující za ÚAMK ČSSR) v předposledním závodu sezony v Silverstonu 5. místem v absolutním pořadí. Na závěr sezony 1982 v belgickém Zolderu Vojtěch–Enge–Bychl na BMW 528i skončili na 13. místě. V celkovém pořadí sezony ETCC 1982 obsadil Zdeněk Vojtěch 15. místo se ziskem 37 bodů. Za výkony v roce 1982 získal potřetí Zlatý volant v anketě motoristických novinářů.
V následujícím roce dosáhl na svůj poslední mistrovský titul Dieter Quester na BMW 635CSI. V roce 1984 šampionát ovládl bezkonkurenční Tom Walkinshaw (Jaguar XJS). Pro rok 1984 se tým TWR rozhodl nasazovat do závodů ME tři posádky. Jedním z jezdců, které Tom Walkinshaw oslovil pro tuto sezónu byl i Zdeněk Vojtěch. Dokonce pro první závod na Monze přivezl i závodní kombinézu s výšivkou Zdenek Vojtech. Vojtěch však zůstal věrný značce BMW. Walkinshaw vyhrál v tomto ročníku opět (tak jako v roce 1983) 4 závody (Monza, Brno, Zeltweg a 24h Spa) a získal mistrovský titul jezdců pro  sebe a i 2. místo mezi značkami pro Jaguar. Další vítězství v této sezóně na XJ-S připojili Win Percy-Chuck Nicholson v Donningtonu a v Salcburku (500 km Salzburgring) a Enzo Calderari-Martin Brundle v Perguse (500 Chilometri di Pergusa).

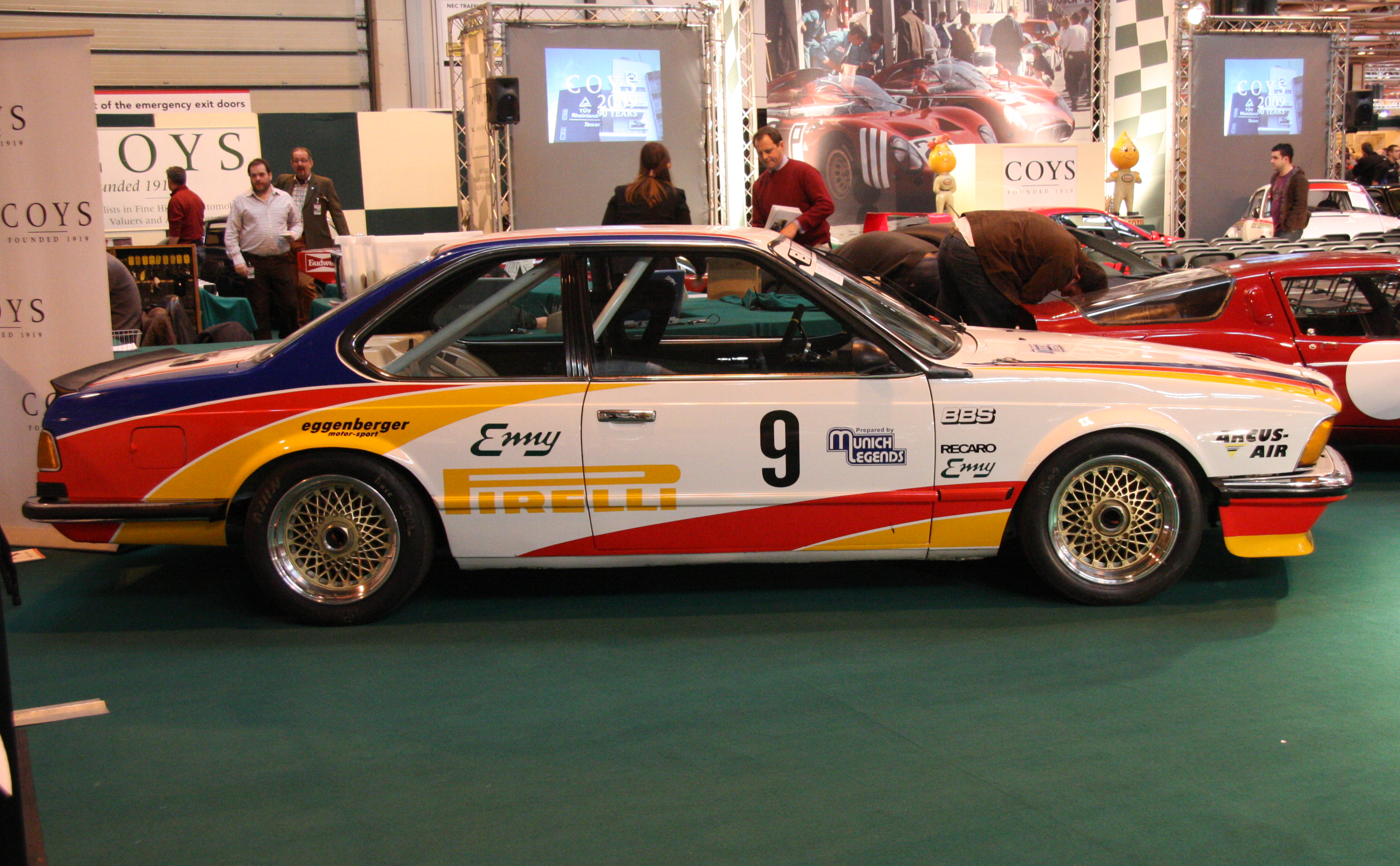
BMW 635 CSi v úpravě Eggenberger (1984)

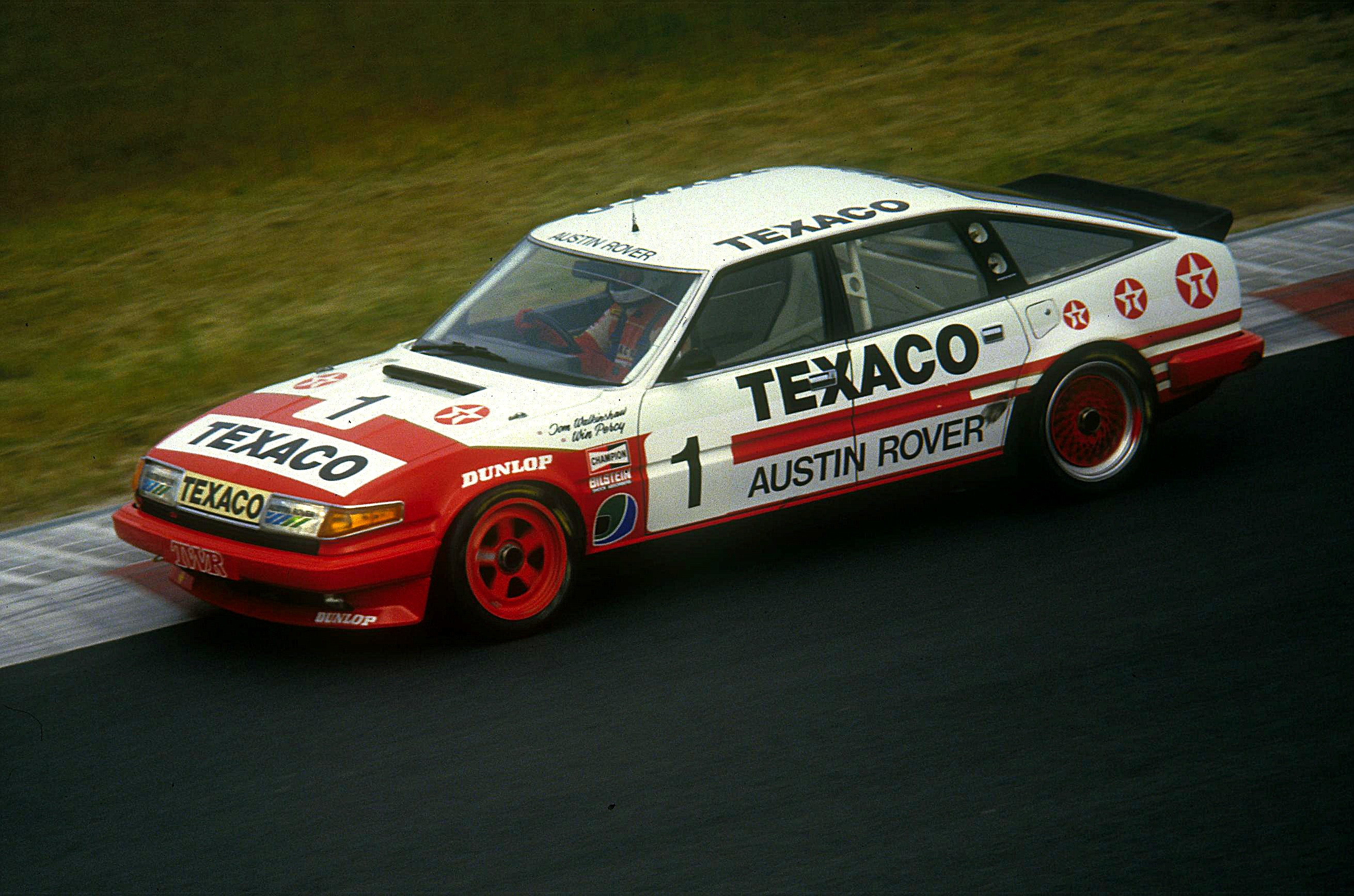
Rover SD1 Vitesse stáje Tom Walkinshaw Racing na Nürburgringu, 1985 (posádka Walkinshaw-Percy)

Poslední dva roky (1985–1986) závodil Walkinshaw v mistrovství ETCC na voze Rover SD1 Vitesse a obsadil vždy 3. místa v celkovém pořadí mistrovství. V roce 1985 vyhrál 5 závodů ETCC s Percym 500 km Monza, 500 km Vallelunga, 500 km Donington, Tourist Trophy a GP Nogaro. To bylo za tým TWR – Bastos Texaco Racing Team. Mistry Evropy se v letech 1986-88 se stali jezdci na BMW, Roberto Ravaglia (1986, BMW 635CSi a 1988, BMW M3) a Winfried Vogt (1987, BMW M3). V roce 1986 se brněnský závod Grand Prix Brno konal naposledy na starém, přírodním okruhu. Grand Prix Brno 1986 vyhrála švédská dvojice Ulf Granberg a Thomas Lindström s vozem Volvo 240 Turbo, a to průměrnou rychlostí 181,662 km/h po 59 ujetých kolech! Britská dvojice Tom Walkinshaw/Win Percy (Rover 3500 Vitesse) měla ztrátu 40,4 sekundy; třetí na pódiu Johnny Cecotto/Anders Olofsson (Volvo 240 Turbo) byli o dalších 15,56 sekundy zpět.
Šampionát ETCC byl ukončen po skončení sezóny 1988 kvůli eskalujícím nákladům (problém ještě zhoršilo jednorázové mistrovství světa cestovních vozů v roce 1987). FIA do té doby povolila homologaci modelů „Evolution“ a byly to speciální vozy jako BMW M3 Evo a Ford Sierra RS500, které pak dominovaly startovním roštům a výsledkovým listinám.
| Ročník | Jezdci                                                                      | Výrobci    |
| ------ | --------------------------------------------------------------------------- | ---------- |
| 1982   | Umberto Grano (BMW 528i)                                                    | Alfa Romeo |
| 1983   | Dieter Quester (BMW 635CSi)                                                 | Alfa Romeo |
| 1984   | Tom Walkinshaw (Jaguar XJS)                                                 | Alfa Romeo |
| 1985   | Gianfranco Brancatelli (Volvo 240 Turbo) Thomas Lindström (Volvo 240 Turbo) | Alfa Romeo |
| 1986   | Roberto Ravaglia (BMW 635CSi)                                               | Toyota     |
| 1987   | Winfried Vogt (BMW M3)                                                      | BMW        |
| 1988   | Roberto Ravaglia (BMW M3)                                                   | Ford       |

## Mistrovství Super Turismo ETCC (Super 2000)

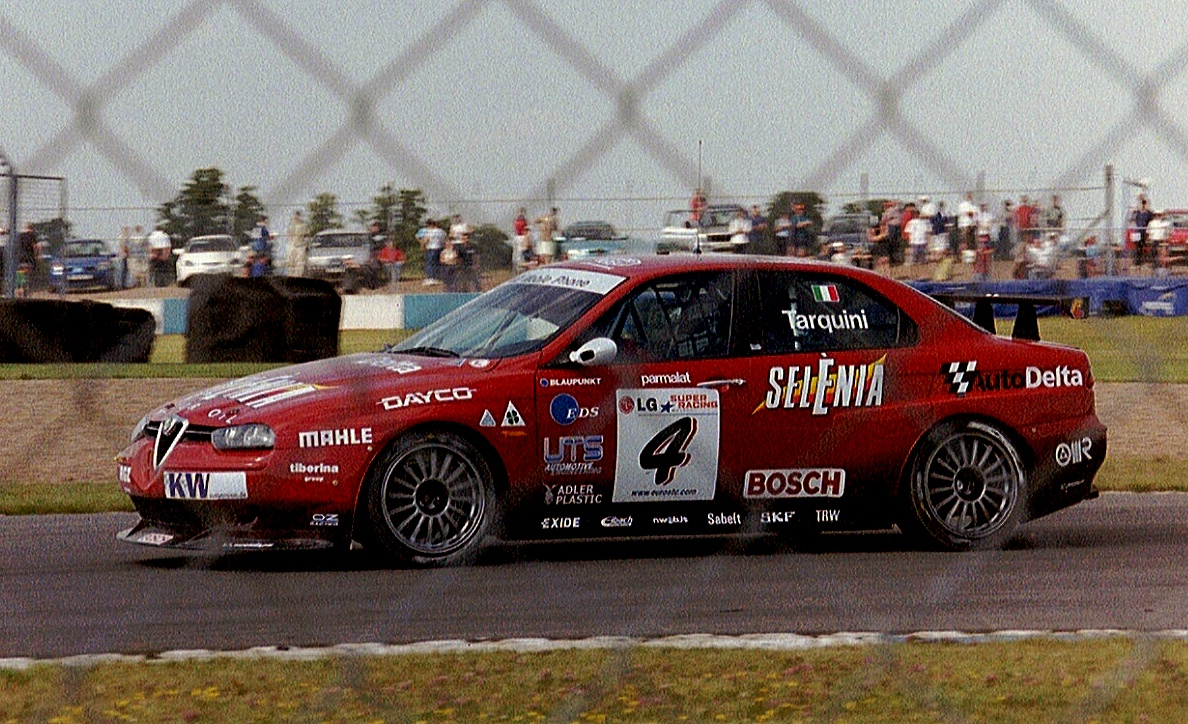
Gabriele Tarquini - Alfa Romeo 156 GTA (Doninghton 2003)

V roce 2000 bylo italské mistrovství Superturismo povýšeno na Euro STC. Série se skládala převážně z italských jezdců z bývalého italského Campeonato Superturismo a týmů plus některých dalších pocházejících z německého poháru Super Tourenwagen. V první sezóně Euro STC se šest závodů konalo v Itálii, zatímco další čtyři v Rakousku (A1 Ring), Maďarsku (Hungaroring), České republice (Brno) a Slovinsku (Ljubljana). Série byla velmi vyrovnaná, čtyři jezdci vyhráli pět závodů v kuse (Fabrizio Giovanardi, Peter Kox, Gianni Morbidelli a Colciago) se čtyřmi výrobci (Alfa Romeo, Honda, BMW, Audi). Na konci roku dokázal Giovanardi vyhrát titul, když v posledním kole porazil Koxe.
V roce 2001 se tato série stala FIA 2001 European Super Touring Championship, s extratřídou pro superprodukční vozy vedle hlavní třídy Super Touring. Stejně jako ročník 2000 byl i tento velmi bojovný a atraktivní díky souboji Fabricia Giovanardiho z Alfy s Nicolou Larinim a Hondou Tarquiniho. Gabriele Tarquini vyhrál 9 z 20 závodů ve srovnání se 3 vítězstvími Giovanardiho a Lariniho, ale ztratil titul s Giovanardim kvůli několika odstoupením, které měl během sezóny. V roce 2001 se jeden ze závodů tohoto seriálu konal na Masarykově okruhu a to špičkové Super Touring, populárním superturismu, a nižší Super Production. Brno bylo druhým podnikem ETCC 2021, na konci sezony italské Nordauto pečetilo titul, když Fabrizio Giovanardi těsně překonal Nicolu Lariniho. V hodnocení týmů Alfa Romeo Nordauto porazila JAS Engineering Honda.
V roce 2002 se FIA kvůli vysokým nákladům rozhodla nechat Super Touring uvolnit místo nové třídě Super 2000 a pojmenovat novou sérii FIA ETCC podle pravidel Super 2000. Tato nová kategorie vyvolala velký zájem a zúčastnily se jí Alfa Romeo 156 GTA a BMW 320i, Volvo S60 a SEAT Toledo Cupra. Alfa Romeo vyhrála první dva šampionáty s Fabriziem Giovanardim a Gabrielem Tarquinim, zatímco v sezóně 2004 titul získal Andy Priaulx a jeho BMW. Seriál se stal populárním u veřejnosti díky silné konkurenci a přímým přenosům Eurosportu. Z tohoto důvodu byl evropský šampionát ETCC v roce 2005 povýšen na status mistrovství světa WTCC (od roku 2018 se jezdí jako WTCR - FIA World Touring Car Cup) a v Evropě se potom jezdil do roku 2017 Evropský pohár cestovních vozů (European Touring Car Cup, ETCC).

## Galerie Mistři Evropy

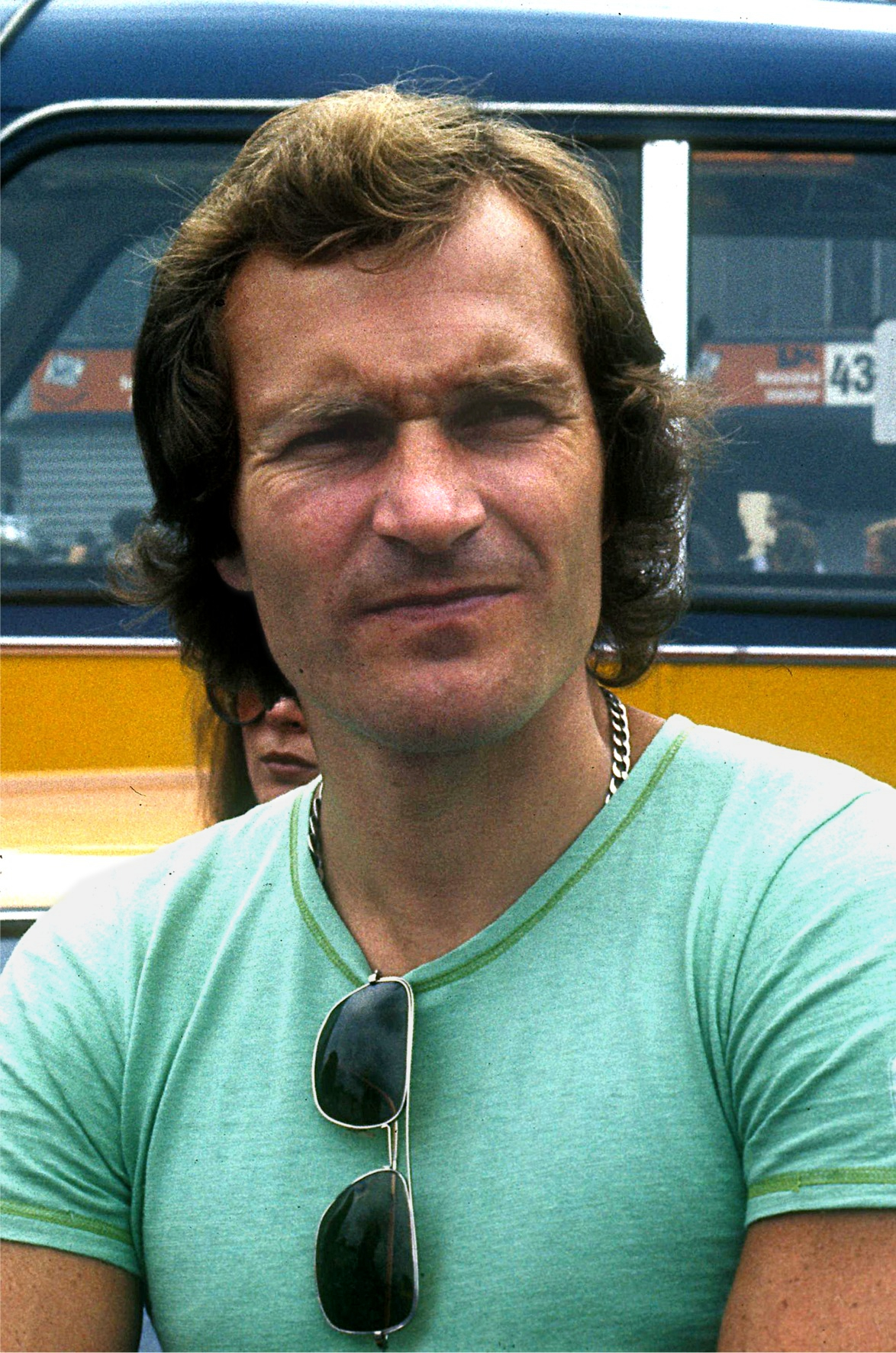
Dieter Quester (1968-69, 1977, 1983)
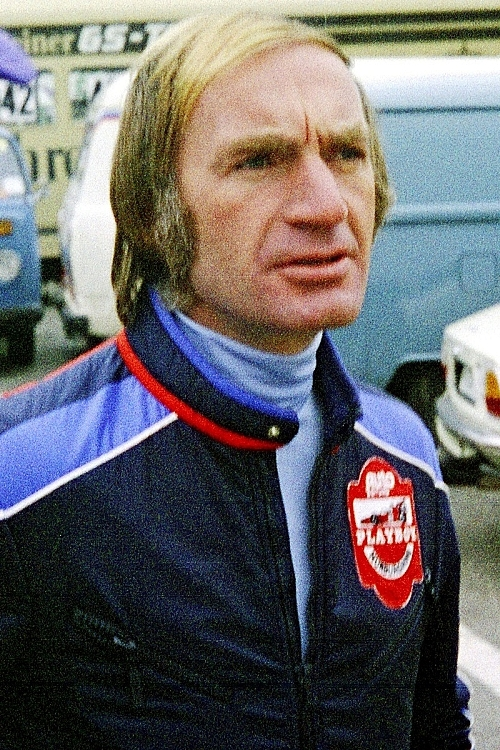
Helmut Kelleners (1980, 1982)
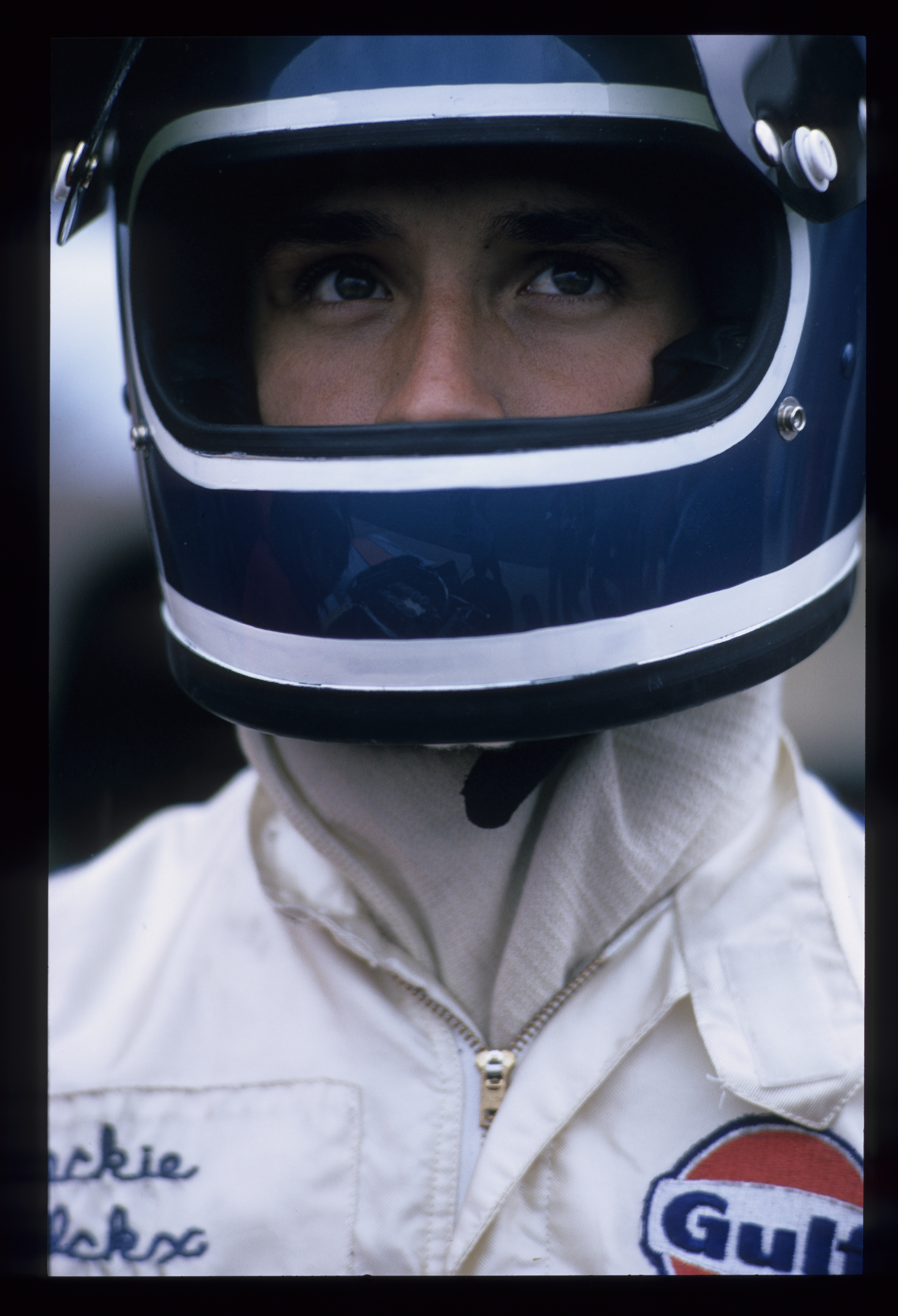
Jacky Ickx (1965)
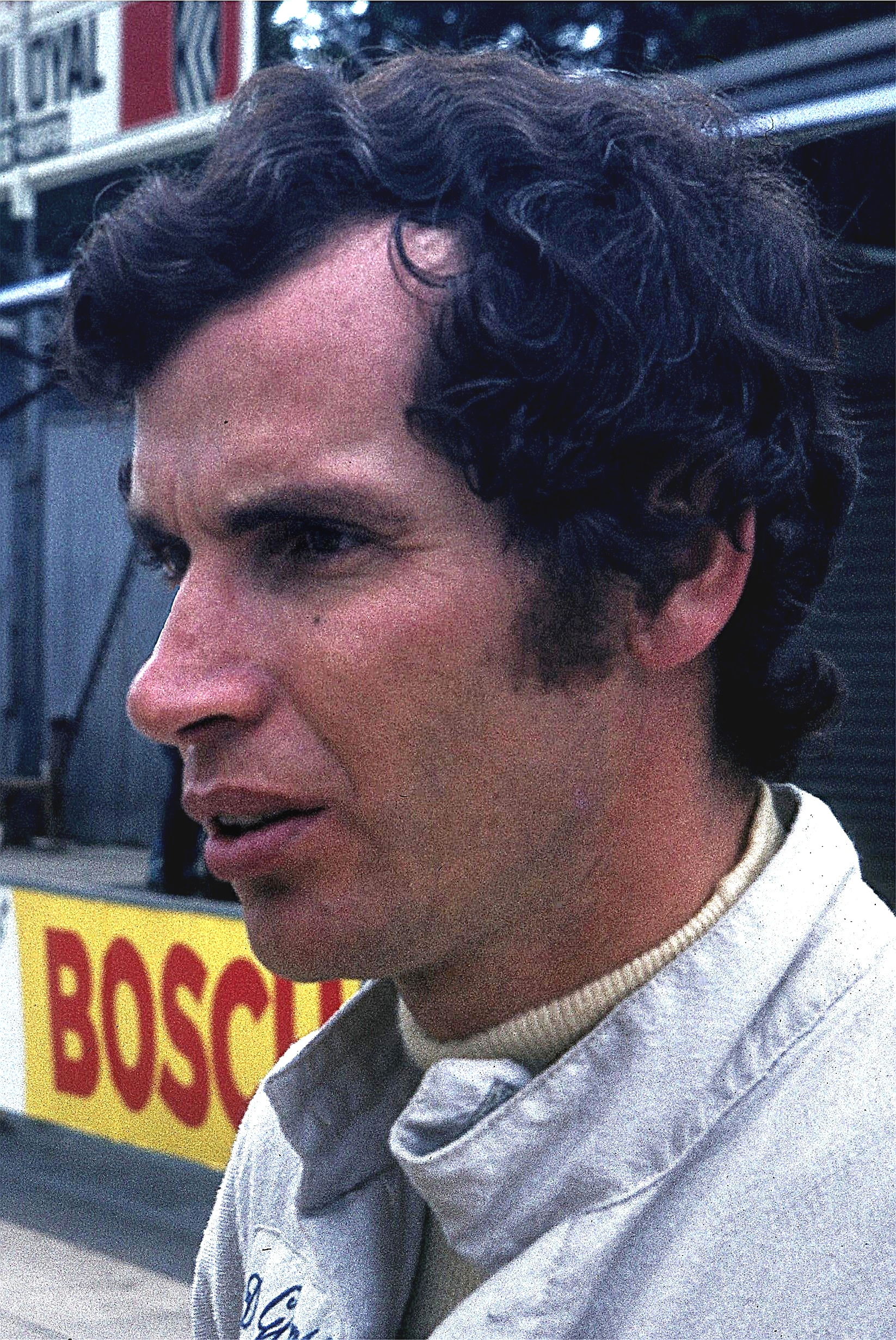
Dieter Glemser (1971)
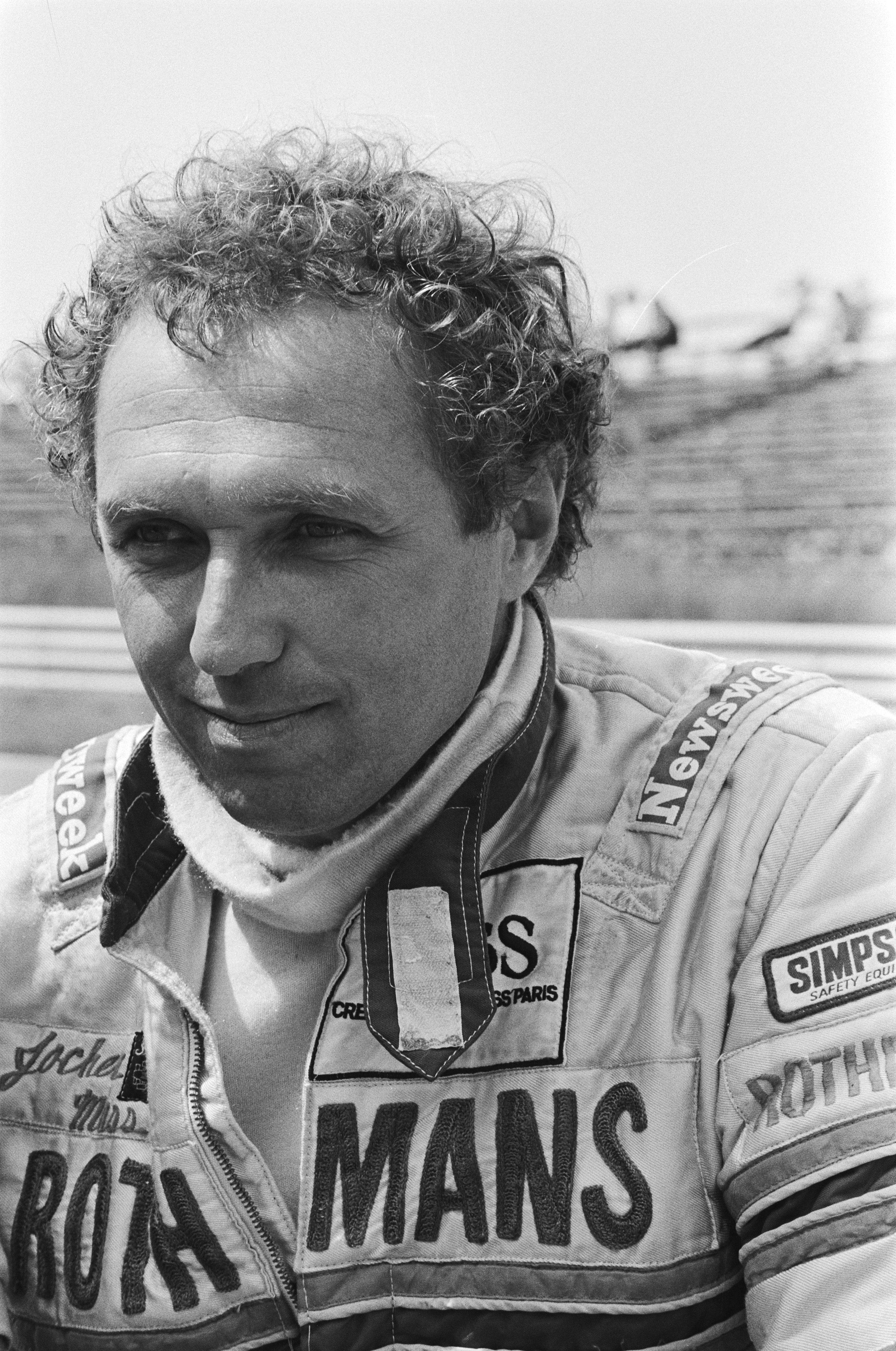
Jochen Mass (1972)
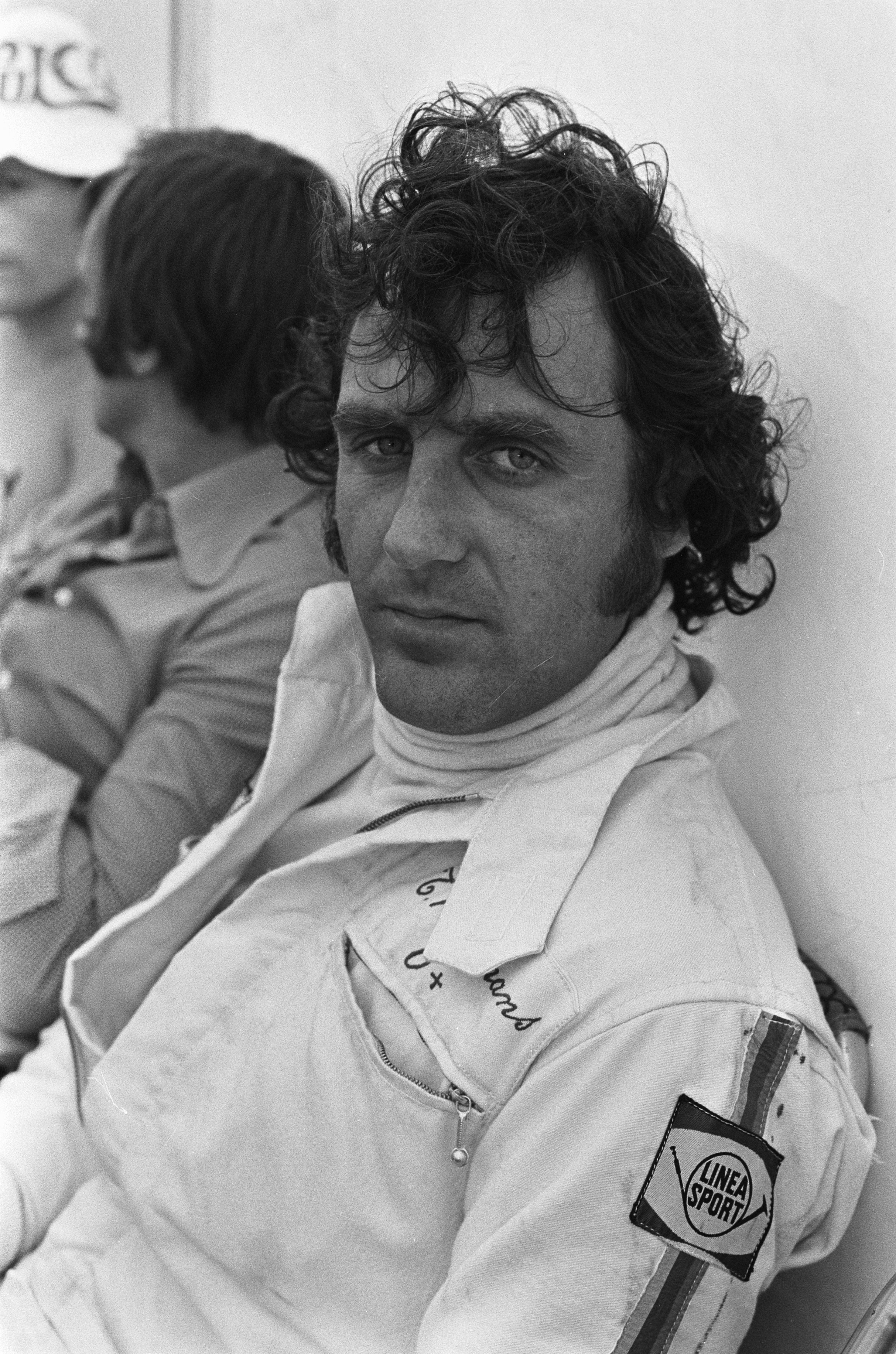
Toine Hezemans (1970,1973)
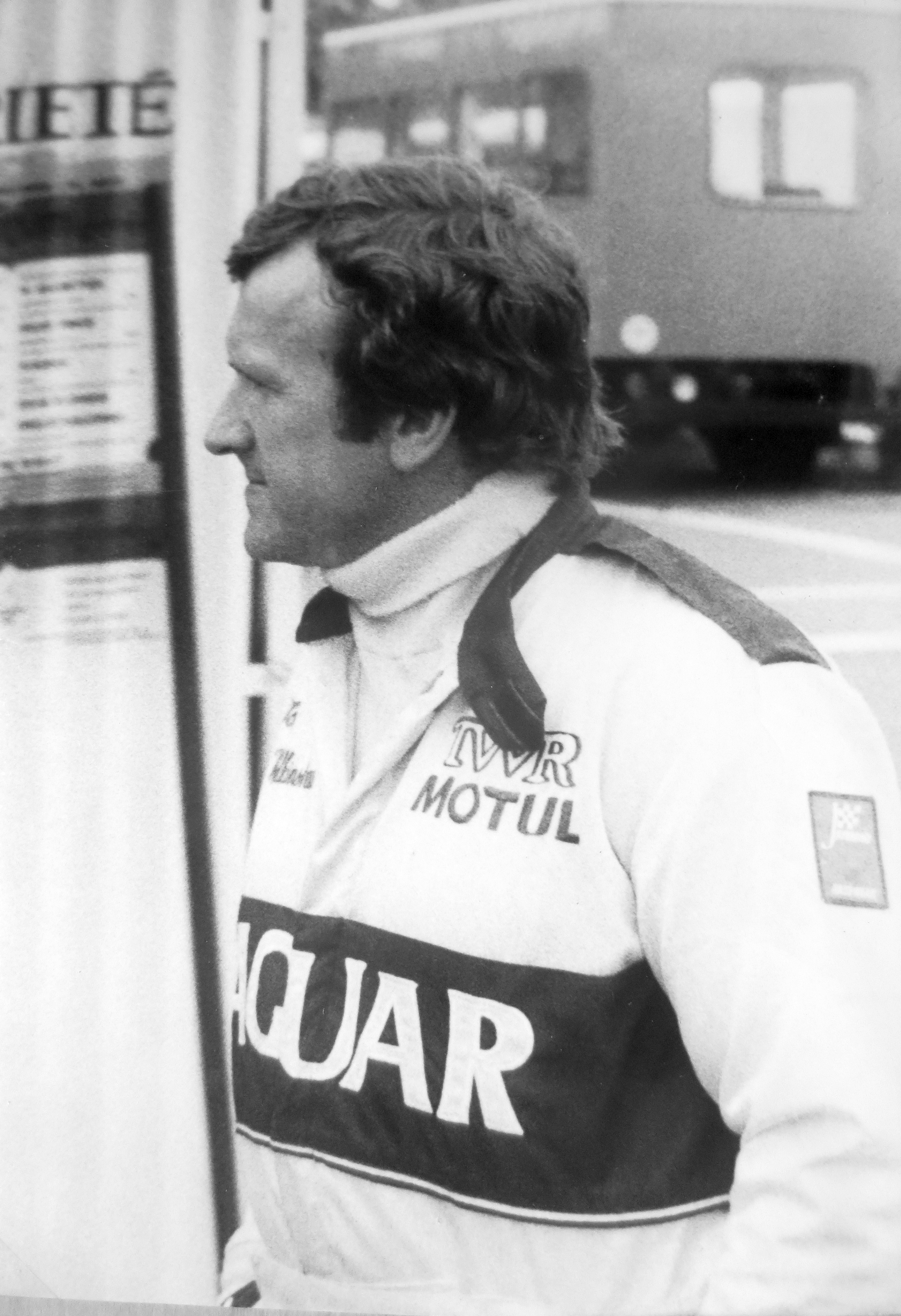
Tom Walkinshaw (1984)
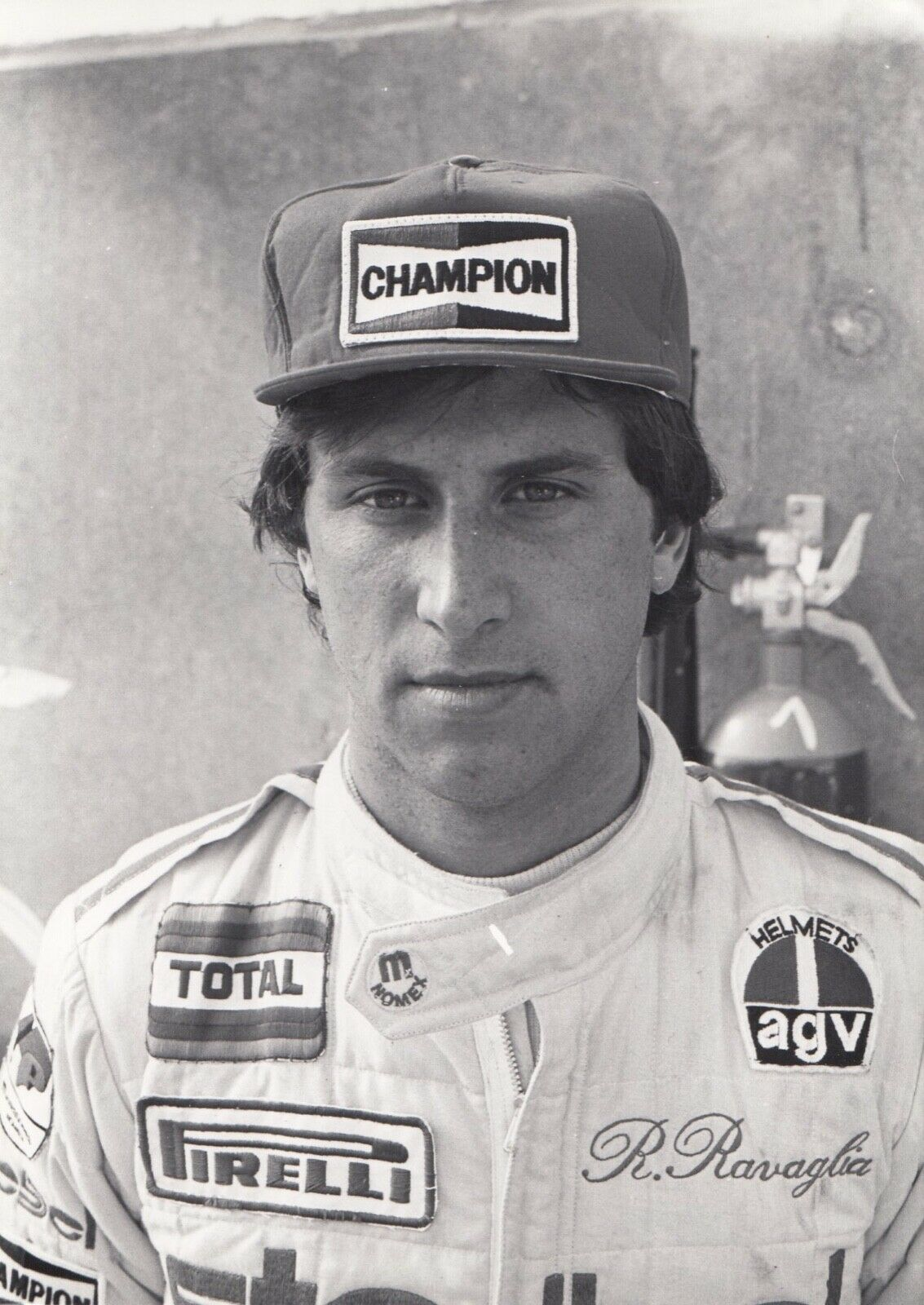
Roberto Ravaglia (1986, 1988)